# 广西薹草
广西薹草（学名：Carex kwangsiensis）为莎草科薹草属的植物。分布于中国大陆的广西等地，多生于山谷阴处灌丛中，目前尚未由人工引种栽培。